# Маалаеа
Маалаеа (гав. Māʻalaea) — статистически обособленная местность в округе Мауи (штат Гавайи, США).
В Маалаеа находится небольшая лодочная пристань, а также современный Океанический Центр Мауи, который открылся 18 марта 1998 года. Его аквариум имеет объём 12000 кв.м., что делает его крупнейшим в западном полушарии. Здесь обитают представители коралловых рифов, морские черепахи, акулы, и горбатые киты.
Серфингисты называют местные большие волны прибоя по названию поселения — «Маалаеа». Они считаются самыми быстрыми «ездовыми волнами» в мире, накатываясь с большой скоростью по коралловому рифу.

## География
Согласно Бюро переписи населения США статистически обособленная местность Маалаеа имеет общую площадь 20,1 квадратных километров, из которых 14,1 км2 относится к суше и 6 км2 или 29,99 % — к водным ресурсам.

## Демография
По данным переписи населения за 2000 год в Маалаеа проживало 454 человека, насчитывалось 263 домашних хозяйства, 119 семей и 600 жилых домов.
Расовый состав Маалаеа по данным переписи распределился следующим образом: 85,9 % белых, 0,22 % — чёрных или афроамериканцев, 0,44 % — коренных американцев, 6,61 % — азиатов, 1,54 % — коренных жителей тихоокеанских островов, 4,41 % — представителей смешанных рас, 0,88 % — других народностей. Испаноговорящие составили 4,41 % населения.
Из 263 домашних хозяйств в 5,7 % — воспитывали детей в возрасте до 18 лет, 39,2 % представляли собой совместно проживающие супружеские пары, в 4,6 % семей женщины проживали без мужей, 54,4 % не имели семьи. 42,6 % от общего числа семей на момент переписи жили самостоятельно, при этом 7,6 % составили одинокие пожилые люди в возрасте 65 лет и старше. В среднем домашнее хозяйство ведут 1,73 человек, а средний размер семьи — 2,27 человек.
Население Маалаеа по возрастному диапазону (данные переписи 2000 года) распределилось следующим образом: 6,6 % — жители младше 18 лет, 2,2 % — между 18 и 24 годами, 23,8 % — от 25 до 44 лет, 44,5 % — от 45 до 64 лет и 22,9 % — в возрасте 65 лет и старше. Средний возраст жителей составил 53 года. На каждые 100 женщин приходилось 112,1 мужчин, при этом на каждые сто женщин 18 лет и старше приходилось 112 мужчин также старше 18 лет.

## Экономика
Средний доход на одно домашнее хозяйство Маалаеа составил 53 750 долларов США, а средний доход на одну семью — 72 083 доллара. При этом мужчины имели средний доход в 36 544 доллара в год против 36 250 долларов среднегодового дохода у женщин. Доход на душу населения составил 43 571 доллар в год. 3,3 % от всего числа семей в местности и 3,7 % от всей численности населения находилось на момент переписи за чертой бедности, при этом 23,5 % из них были моложе 18 лет и отсутствовали в возрасте 65 лет и старше.

## Фотогалерея
- Пляж Маалаеа "Коралловые сады", вид на север
- Пляж Маалаеа "Коралловые сады", вид на юг
- Пейзаж